# كتيبة خميس
كتيبة خميس، تعرف رسميًا باسم اللواء 32 المعزز للشعب المسلح، كانت عبارة عن كتيبة أمن النظام الخاصة بـ القوات المسلحة الليبية الموالية لـ معمر القذافي، الزعيم الليبي الرسمي في الفترة من 1969 وحتى 2011. وكان يتولى قيادة اللواء 32 هذا الابن الأصغر لمعمر القذافي خميس القذافي وكان معروفًا عن هذه الكتيبة بأنها «القوة الأكثر تدريبًا والأكثر تجهيزًا في الجيش الليبي» و«الجيش وعناصر أمن النظام الأكثر أهمية» كما ورد في المذكرات الأمريكية التي تم تسريبها.
في عام 2009، ووفقًا لتقارير إخبارية، قام مصنعوا أسلحة بلجيكيون بتسليم كتيبة اللواء 32 أسلحة صغيرة وذخائر تقدر بنحو 11.5 مليون يورو. ويتمثل الهدف من هذه الصفقة، بحسب حكومة والون، في حماية القوافل الإنسانية المتجهة إلى دارفور بالسودان.

## دور الانتفاضة والحرب الأهلية عام 2011
يمكن وصف كتيبة خميس بأنها «وحدة حماية النظام» الأكثر تميزًا من بين ثلاث وحدات والتي تتكون من 10000 رجلٍ. وفقًا لمسؤولين أمريكيين وأوروربيين، كانت هذه الوحدات موالية بشكل مباشر للقذافي، بينما تتكون وحدات الجيش النظامي من مجندين معرّضين للفرار من الجندية بشكل كبير. واشتبكت هذه الوحدة مع القوات المناهضة للحكومة وأفاد شهود عيان بأنها كانت تتحرك إلى بنغازي والبيضاء وعدد من المدن الأخرى التي كانت تمثل مراكز للاحتجاجات المناهضة للحكومة في 19 فبراير 2011 في صحبة الميليشيات، وقد يكون من بينهم المرتزقة الأجانب. ونقلًا عن مصادر في بنغازي، أفادت قناة العربية، أن خميس القذافي قام بتجنيد عددٍ من المرتزقة الناطقين بالفرنسية من الدول الإفريقية جنوب الصحراء الكبرى.
في 24 فبراير، ورد أن الوحدات المدرعة بقيادة خميس قذافي كانت تتحرك باتجاه مصراتة، ثالث أكبر مدينة بليبيا وأحد الموانئ الرئيسية، التي قيل أنها كانت على وشك أن تصبح في أيدي المتمردين المزودين بالأسلحة الثقيلة. وفي نفس الوقت كان المرتزقة من جنسيات متعددة تحت قيادة الجماعة التي تسببت في مقتل العشرات وجرح العشرات في الزاوية، وهي مدينة مشهود لها بمقاومتها للاستعمار الإيطالي. ووصف شهود محليون بالإضافة إلى خطابات القذافي الوضع بأنه حالة من الفوضى تتمثل في وجود أشخاص يرتدون زيًا مدنيًا يقاتلون بعضهم البعض في الشوارع. وبحسب وزير العدل السابق مصطفى عبد الجليل، تمركز خميس القذافي واثنان من أشقائه في مراكز أمنية في شرق وغرب وجنوب طرابلس.
أصبحت مدرسة العروبة الواقعة في المدينة الساحلية الشحات التي يسيطر عليها المتمردون سجنًا يضم نحو 200 من المرتزقة من نظام القذافي المشتبه بهم القادمين من دول مثل النيجر وتشاد. وورد أنهم كانوا جزءًا من "كتيبة خميس" الليبية".
في 27 فبراير، أفاد المقيمون في هذه المنطقة بحدوث قتال عنيف حول مجمع مقرات كتيبة خميس في مصراتة. ثم جرى محاصرة كلية القوات الجوية المتمركزة داخل المجمع من قِبل المعارضين مستخدمين الأسلحة الخفيفة. وعلى الرغم من أنهم كانوا يمتلكون أسلحة أثقل، غير أن المتواجدين بالداخل قد نفد منهم الطعام والشراب، واضطر القائد إلى تسليم نفسه والخضوع للمحاكمة. وأشار تقرير آخر إلى أن ضباط من كلية القوات الجوية قد أعلنوا تمردهم؛ الأمر الذي أدى إلى إرباك قاعدة القوات الجوية المجاورة.
في 18 أبريل، تم قصف مقرات كتيبة خميس بالقرب من طرابلس وتم تدميرها بواسطة طائرات الناتو التي شاركت في التدخل العسكري في ليبيا 2011. ووفقًا لمصادر حلف شمال الأطلسي، تم استخدام تلك المقرات في تنسيق وقيادة الهجمات على المدنيين.
في 21 أغسطس، تمت السيطرة على مقرات كتيبة خميس 26 كيلومتر (16 ميل) المتمركزة غرب طرابلس بواسطة قوات المتمردين؛ حيث تمكنت من التوغل كثيرًا جهة العاصمة، الأمر الذي أتاح للمتمردين فرصة السيطرة على مخازن كبيرة من الأسلحة. وفي هذا التاريخ، ورد أن كتيبة خميس قد أسفرت عن مقتل 17 سجينًا في سجن مؤقت بالقرب من جراجور في طرابلس. وفي 23 أغسطس 2011، قتلت كتيبة خميس نحو 50 سجينًا في مخزن بطرابلس ثم أضرمت النار بالمخزن.
في 29 أغسطس 2011، ورد على نحو غير دقيق أن خميس القذافي قد لقي مصرعه أثناء قتاله في ترهونة. وفي 9 سبتمبر ذكر وزير الصحة بالمجلس الوطني الانتقالي (NTC) أن لواء خميس خسر حوالي 9000 جنديٍّ خلال الحرب.[بحاجة لمصدر] ولكن لم يتم التعرف على هوية الشخص الذي تولى قيادة بقايا كتيبة خميس في الأيام الأخيرة من الحرب الأهلية الليبية 2011.

## وصلات خارجية
- Khamis Army Shoots One In The Head”, vspahi, 2011-02-18 (يوتيوب)
- “Wounded Soldier of Khamis (Gadhafi's Son) LIBYA”, MeddiTV, 2011-02-18 (YouTube)
- Joshi، Shashank (22 أغسطس 2011). "Analysis: Why Gaddafi's crack troops melted away". BBC. مؤرشف من الأصل في 2019-02-16.